# ルカ・チェッピテッリ
ルカ・チェッピテッリ（Luca Ceppitelli, 1989年8月11日 - ）は、イタリア・カスティリオーネ・デル・ラーゴ出身のサッカー選手。ヴェネツィアFC所属。ポジションはDF。

## 経歴
2014年7月1日、パルマFCに加入した。同シーズンはレンタルという形でFCバーリ1908に期限付き移籍した。
2014年8月7日、パルマの財政難の影響を受けてかカリアリ・カルチョに210万ユーロで売却された。
2022年10月5日、ヴェネツィアFCに加入した。

## 私生活
2020年8月19日、イタリアでのパンデミックの中で、チェッピテッリはCovid-19の検査で陽性を示した。